# L'uomo che la Provvidenza ci ha fatto incontrare

Immagine commemorativa dei Patti Lateranensi. Da sinistra verso destra: Vittorio Emanuele III, papa Pio XI e Benito Mussolini

Due giorni dopo la stipulazione dei Patti Lateranensi, esattamente il 13 febbraio 1929, Papa Pio XI pronunciò un discorso agli studenti e ai docenti dell'Università Cattolica del Sacro Cuore in udienza a Roma, facendo riferimento alla sua recente sottoscrizione. Il discorso passò alla storia per la definizione, secondo cui Mussolini sarebbe stato «un uomo [...] che la Provvidenza Ci ha fatto incontrare».

## Antefatti
L'11 febbraio 1929 il papa fu l'artefice della firma dei Patti Lateranensi tra il cardinale Pietro Gasparri e il governo fascista di Benito Mussolini, giunta al termine di un lungo processo negoziale per chiudere il più spinoso dossier tra l'Italia e la Santa Sede. Il Trattato, con l’annesso Concordato, chiudeva definitivamente la Questione romana, che aveva  incontrato non solo le preoccupazioni e le speranze dei cattolici in Italia, ma anche di tutti i cattolici del mondo. Il discorso del Papa, pronunciato soltanto due giorni dopo la stipulazione è ufficialmente rubricato come "Allocuzione" con il titolo "Vogliamo anzitutto".

## Passi principali del discorso

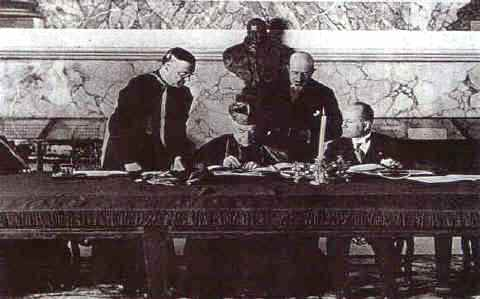
Il cardinale Pietro Gasparri e Mussolini firmano i Patti Lateranensi

Pio XI apre il discorso con una premessa:
Prosegue citando la necessità che, accanto al Trattato che metteva fine alla questione romana, fosse necessaria anche la stipula di un Concordato, per regolare i rapporti tra Stato e Chiesa in Italia:
Giunge così alla famosa locuzione indicante in Mussolini «l'uomo della Provvidenza»:
Pio XI giunge infine alle conclusioni:
(Papa Pio XI, allocuzione Vogliamo anzitutto)

## Reazioni e conseguenze

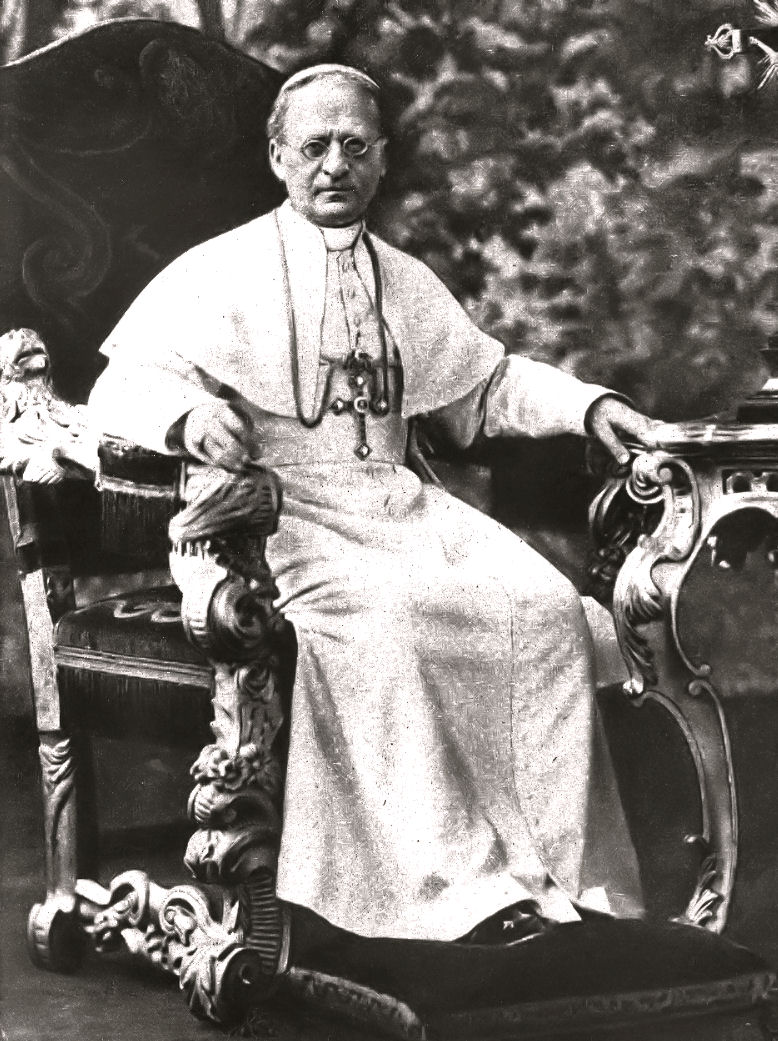
Pio XI nel 1925

Il 7 giugno, a mezzogiorno, nasceva il nuovo Stato della Città del Vaticano, di cui il Sommo Pontefice era sovrano assoluto. Nello stesso periodo furono creati diversi Concordati con varie Nazioni europee. 
Malgrado questo, nella sua enciclica Non Abbiamo Bisogno di due anni dopo, Pio XI definì il fascismo, il cui fondatore era Mussolini, come «statolatria pagana». 
Pio XI, infatti, ebbe ad affrontare controversie e scontri con il fascismo a causa dei tentativi del regime di egemonizzare l'educazione della gioventù e per le ingerenze del regime nella vita della Chiesa. A farne le spese fu soprattutto l'Azione Cattolica, riorganizzata nel 1923, di cui papa Ratti disse "questa è la pupilla dei miei occhi").
Nel febbraio 1939 Pio XI convocò a Roma tutto l'episcopato italiano in occasione del I decennale della "conciliazione" con lo Stato Italiano, del XVII anno del suo pontificato e il 60º anno del suo sacerdozio. Nei giorni 11 e 12 febbraio egli avrebbe pronunciato un importante discorso, preparato da mesi, che sarebbe stato il suo testamento spirituale e dove, probabilmente, avrebbe denunciato la violazione dei Patti Lateranensi da parte del governo fascista e le persecuzioni razziali in Germania. Egli peraltro morì per un attacco cardiaco dopo una lunga malattia nella notte del 10 febbraio 1939.